# Coors Field
Das Coors Field ist ein Baseball-Stadion in der US-amerikanischen Stadt Denver im Bundesstaat Colorado. Der Ballpark ist die Heimspielstätte der Colorado Rockies aus der Major League Baseball (NL). Benannt ist die Sportstätte nach dem Namenssponsor, der Brauerei Coors. Sie ist seit der Eröffnung Namensgeber. Der aktuelle Mietvertrag der Rockies läuft bis 2047 und so lange wird das Stadion seinen Namen behalten.
Das Coors Field ist als „homerunfreundliches“ Ballpark bekannt, ist also ein so genannter Batter's Park. Der Grund dafür ist die hohe Lage von Denver (ca. 1600 m über dem Meeresspiegel). Aufgrund des geringen Luftwiderstands fliegen die geschlagenen Bälle deutlich weiter. Das Coors Field erhielt aufgrund der vielen Homeruns den Spitznamen „Coors Canaveral“ in Anspielung auf Cape Canaveral der NASA. Das Coors Field ist dem Wrigley Field in Chicago sehr ähnlich.

## Popkultur
In der Episode 6 der 6. Staffel (Professor Chaos) und der Episode 5 der 9. Staffel (Siegertypen) der Animationsserie South Park findet das Coors Field Erwähnung. Szenen des Spielfilms The Fan von 1996 mit Robert De Niro und Wesley Snipes wurden im Coors Field gedreht.